# Turbo (magyar együttes)
A Turbo 2005-ben alakult magyar rockegyüttes.

## Története
A zenekar 2005-ben alakult. Stílusa grunge, progresszív és pszichedelikus stílusjegyeket mutat. Az együttes 2006-tól koncertezett rendszeresen. Első EP-je Németországban készült el 2007 tavaszán, Boarman sessions címen. Az EP egyik dala, a One more time, hazai sikerré vált. 2009 januárjában az együttes képviselte Magyarországot a hollandiai EuroSonic Fesztiválon. Ettől kezdve számos bel- és külföldi fesztiválszereplés következett. A számos külföldi színpadot megjárt zenekart Szerbiában és Bulgáriában kifejezetten nagy elismerés övezte.
A 2011-ben megjelent szerzői kiadású Lost Measure, és a 2014-es Pentagram albumok ideje alatt élte a zenekar a legaktívabb korszakát, klubkoncertek és fesztiválok mellett számos klippel és videóanyaggal jelentkeztek, melyeket jórészt saját forrásból, saját gyártásban készítették.
2015 szeptemberében a zenekar a Művészetek Palotájában tartott  koncertjét követően elköszönt az aktív koncertezéstől, ám az év végén a Pongo Pongo Collective gondozásában megjelent Lullabies for Awakening című akusztikus nagylemezükkel léptek meg a közönségüket Ezt követően egy csendesebb időszak következett, majd 2019 őszén újra berobbantak a Túl a fényeken című videójukkal, mely az októberben megjelent Csillagból emberré című nagylemez előfutára volt. A Turbo 2020-ban A Dal elnevezésű dalverseny indulója.

## Tagjai
- Tanka Balázs (énekes)
- Vigh David (gitár)
- Koboldi "Dure" György (Hammond/Fender Rhodes + ének)
- Ruthner "Jero" Gábor (basszusgitár)
- Delov Jávor (dob)

## Lemezei
- Vol. 1 (2009) / Fonogram-díj
- Lost Measure (2011)
- Pentagram (2014)
- Lullabies For Awakening (2015) / Fonogram-díj
- Csillagból emberré (2019)

## Díjai, elismerései
- Fonogram-díj (2009)
- Fonogram-díj (2015)